# Aida (Edison, 1911)
Aida ist ein amerikanischer Stummfilm aus dem Jahre 1911. Regie führten Oscar Apfel und James Searle Dawley. Der Film wurde von der Edison Film Company produziert.

## Handlung
Aida, die Tochter des Königs von Äthiopien fällt in die Hände der verfeindeten Ägypter. Der Pharao gibt sie seiner Tochter Amneris als Sklavin. Aufgrund der Schönheit Aidas sieht der Hauptmann der Wache Radames eine Gefahr in ihr für seine Liebe zu Amneris. Der König von Äthiopien fällt daraufhin mit einer Armee in Ägypten ein. Auf Befehl des Hohepriesters der Isis übernimmt Radames den Befehl über die ägyptische Armee und zieht erneut siegreich gegen die Äthiopier. Unter den Gefangenen befindet sich auch der König von Äthiopien in der Verkleidung eines Offiziers.

## Veröffentlichungen
Der Film hatte am 5. Mai 1911 für die Edison Film Company seine Kinopremiere.